# Đêm

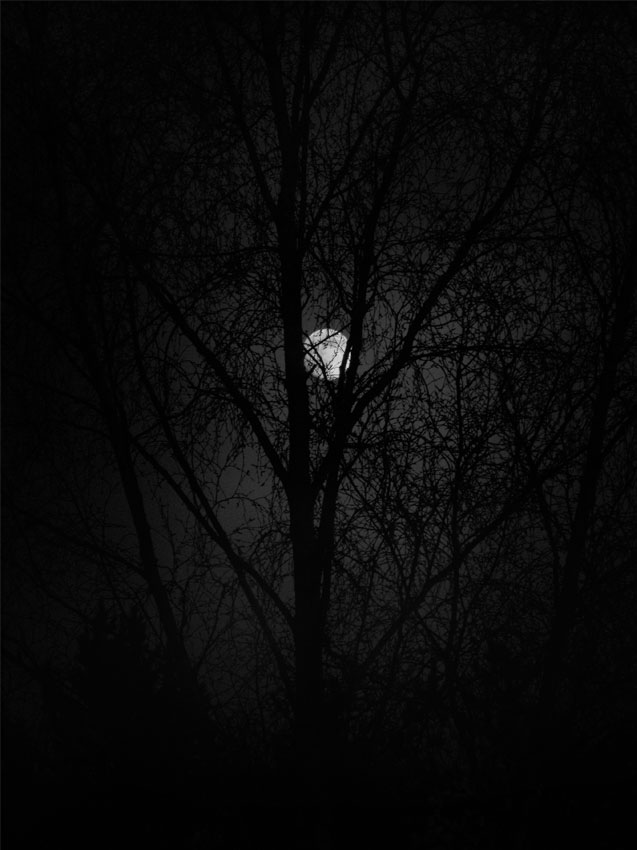
Màn đêm và ánh trăng mờ.

Một ngày gồm có ban ngày và ban đêm. Ban ngày là khoảng thời gian từ khi Mặt Trời mọc đến khi Mặt Trời lặn. Ban đêm là khoảng thời gian từ lúc Mặt Trời lặn đến lúc Mặt Trời mọc. Trong một ngày, ban đêm ngắn nhất là ở ngày hạ chí và dài nhất ở ngày đông chí. Ở ngày xuân phân và thu phân thì ban đêm dài bằng ban ngày. Khái niệm nửa đêm theo phương Tây  là thời điểm chính giữa ban đêm là 0 giờ hay 12 AM. Đó chính là thời điểm chuyển từ ngày này sang ngày khác và nó ở nửa chừng giữa lúc mặt trời lặn và lúc mặt trời mọc. Theo phương Đông thì nửa đêm là khoảng giữa ban đêm. Nó có độ dài thời gian bằng giờ Tý hoặc canh ba tương đương độ dài thời gian của hai giờ dương lịch từ 23h hôm trước đến 1h hôm sau. Dân gian có câu: " Nửa đêm, giờ Tý, canh ba" là chỉ những từ đồng nghĩa.

## Ảnh hưởng lên đời sống
Khi ánh sáng Mặt Trời, nguồn năng lượng cơ bản của sự sống trên Trái Đất, không còn được cung cấp, các loài sinh vật có những phản ứng khác nhau. Một số loài ngủ đêm, số khác lại chủ yếu hoạt động về đêm.